# Couvent des Cordeliers de Lyons-la-Forêt
Le couvent des Cordeliers à Lyons-la-Forêt est un couvent du XVIIe siècle.

## Localisation
L'ancien couvent se trouve rue de la Rigole, face à la rue de la Libération. Le terrain est délimité au nord-ouest par la Lieure.

## Historique
Louis XIII autorise par deux lettres patentes en 1624 l'établissement d'un couvent de Cordeliers à Lyons fondé par Jean Le Blanc et Marin Anquetil, procureurs du Roi et Jean Courcol.
Les bâtiments sont en bon état en 1790 à l'exception d'une galerie du cloître. Les bâtiments conventuels abritent dès 1793 des exploitations industrielles, d'abord par une entreprise d'indiennes jusqu'en 1848 puis par une verrerie. Un incendie met un terme à son activité et voit la démolition de l'église. Les meubles et effets sont mis en vente au début de 1798, après le passage de la troupe.

## Description
Le site comprend un ancien bâtiment conventuel (actuellement logement) et l'ancien cloître.
L'ancien bâtiment conventuel est une construction de plan rectangulaire parallèle à la voirie construit sur un soubassement ouvert sur le jardin à l'arrière, un rez-de-chaussée ouvert sur la cour et la rue, un étage et un comble.

## Protection
L’édifice est inscrit aux Monuments historiques par arrêté du 8 août 1973,. Les façades et toitures du bâtiment conventuel sont inscrites aux Monuments historiques.